# Sint-Lenaarts

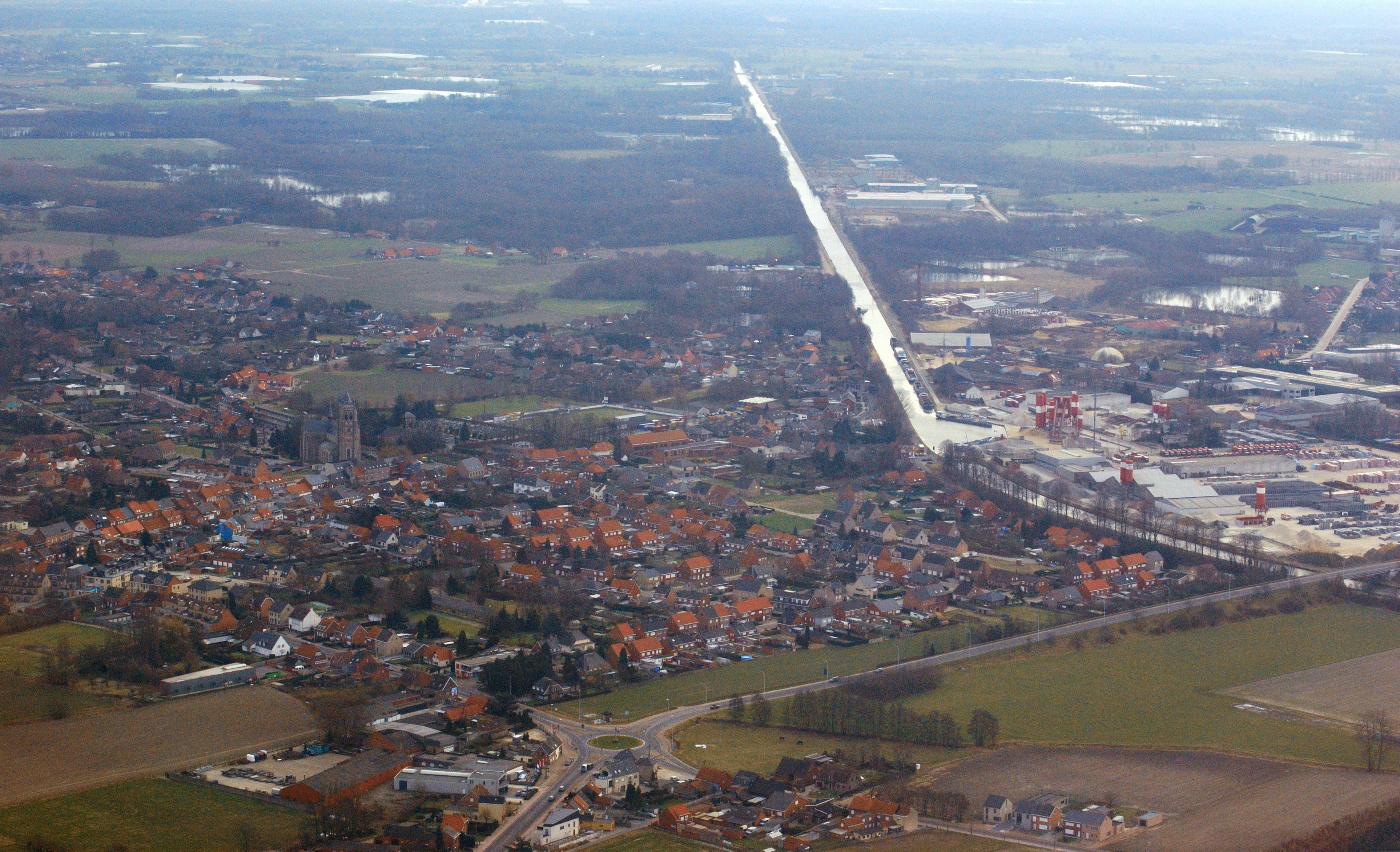
Sint-Lenaarts bij het kanaal

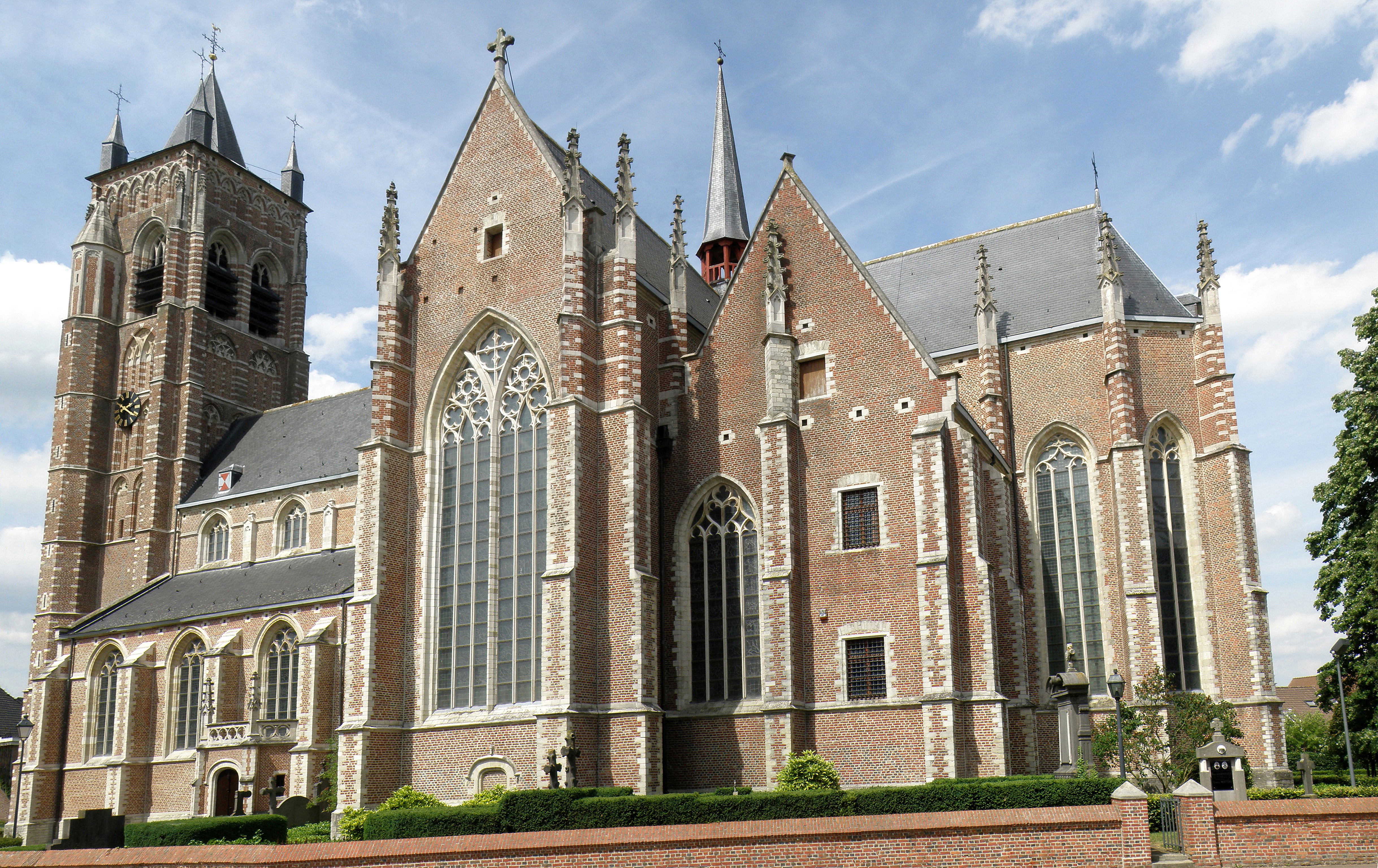
De Sint-Leonarduskerk.

Sint-Lenaarts is een dorp in de Belgische provincie Antwerpen en een deelgemeente van de gemeente Brecht.

## Geschiedenis
De plaats groeide rond een middeleeuwse kapel gewijd aan Leonardus, aanvankelijk als gehucht van Brecht. In 1842 werd Sint-Lenaarts afgescheiden als parochie. Sint-Lenaarts werd ook een zelfstandige gemeente in 1846, tot het bij de gemeentelijke fusies van 1977 terug bij Brecht kwam.
Door de aanleg van het kanaal ontwikkelde in de 19e eeuw ook de nijverheid in de gemeente. Op het eind van de 19e eeuw telde Sint-Lenaarts zes steenbakkerijen. Tegen de Tweede Wereldoorlog waren er ook zes diamantslijperijen en enkele andere bedrijven bij gekomen. De meeste steenbakkerijen verdwenen daarna weer.

## Geografie
Sint-Lenaarts heeft een oppervlakte van ongeveer 27 km² en telde in 1991 5415 inwoners. Het dorp ligt aan het Kanaal Dessel-Turnhout-Schoten. Net ten zuiden van het dorpscentrum, aan de andere kant van het kanaal, ligt het gehucht Klein-Veerle.
Langs het kanaal vond baksteenindustrie plaats, welke leidde tot tal van kleiputten. Tegenwoordig vindt men hier de natuurgebieden Bonte Klepper ten oosten, en Kooldries-Hoofsweer ten westen van Sint-Lenaarts.

## Bezienswaardigheden
- De Sint-Leonarduskerk, een laatgotische kerk (16e eeuw) met toren (15e eeuw) in Kempense gotiek. Ze is opgetrokken in witte zandsteen en baksteen, en wordt ook wel de "Kathedraal van de Heide" genoemd omwille van haar grootte.
- In een oude steenbakkerij langs het Kempisch Kanaal zijn twee oude stoommachines bewaard en beschermd.
- Kasteel De Eester, uit 1890.
- Van de neoclassicistische pastorie gaat de bouwgeschiedenis van de gelijkvloerse verdieping terug tot de 18e eeuw. Een eerste verdieping dateert uit 1872; in de 20e eeuw werd nog bijgebouwd.

## Demografische ontwikkeling
- Bronnen:NIS, Opm:1806 tot en met 1970=volkstellingen; 1976 = inwoneraantal op 31 december

## Politiek

### Geschiedenis

#### Voormalig burgemeesters
| Tijdspanne | Tijdspanne  | Burgemeester                 |
| ---------- | ----------- | ---------------------------- |
|            | 1846 – 1887 | Franciscus Josephus Van Roey |
|            | 1887 – 1901 | Joannes Michielsen           |
|            | 1902 – 1904 | Lodewijk Neve                |
|            | 1904 – 1913 | Jan Frans Eyskens            |
|            | 1913 – 1919 | Josephus Joannes Michielsen  |
|            | 1919 – 1920 | Cornelius Antonius Meeusen   |
|            | 1921 – 1926 | Gerard Vermeiren             |

| Periode | Periode     | Burgemeester                           |
| ------- | ----------- | -------------------------------------- |
|         | 1927 – 1938 | Adriaan Brees                          |
|         | 1938 – 1941 | Jan Baptist Meeusen                    |
|         | 1941 – 1944 | Léon Simons (VNV, oorlogsburgemeester) |
|         | 1944 – 1946 | Jan Baptist Meeusen                    |
|         | 1947 – 1975 | August Kerstens                        |
|         | 1975 – 1976 | Jan Kenis (dienstdoend)                |
|         | 1976        | Adriaan Bevers (CVP)                   |

## Sport
Voetbalclub KFC Sint-Lenaarts, sinds de jaren 20 aangesloten bij de Belgische Voetbalbond, bereikte in 2007 de nationale reeksen. TTK Sint-Lenaarts is een plaatselijke tafeltennisclub. Hirano Brecht is een plaatselijke judoclub met hun lokaal in Sint-Lenaarts gelegen.

## Bekende inwoners
Bekende personen die geboren of woonachtig zijn of waren in Sint-Lenaarts:
- Ferdinand Monchy (1913-2001), bestuurder
- Marie-Christiane de Corswarem (1933-2024), bestuurster
- Dirk Van Tichelt (1984), olympisch medaillewinnaar
- Lenty Frans (1994), Miss België 2016
- Sander Coopman (1995), voetballer

## Nabijgelegen kernen
Brecht, Hoogstraten, Rijkevorsel, Oostmalle, Westmalle